# Michaëlle Jean
Michaëlle Jean (født 6. september 1957 i Port-au-Prince på Haiti) er en canadisk politiker. Hun efterfulgte Adrienne Clarkson som Canadas generalguvernør i 2005. Hun blev afløst af David Johnston i 2010. 
Jean blev født på Haiti, men familien flygtede til Canada under diktatoren François Duvaliers styre i 1968. Hun har produceret flere dokumentarfilm sammen med sin mand Jean-Daniel Lafond. 